# Кисляков, Владимир Сергеевич
Владимир Сергеевич Кисляков (27 февраля 1949 — 26 июня 1988, Тарапото, Перу) — советский футболист, защитник, полузащитник.
Воспитанник школы АДК, Алма-Ата. Начинал играть в 1966 году в дубле «Кайрата». За клуб выступал в 1967—1970, 1974—1978 годах. В чемпионате СССР в 1967—1969, 1974, 1977—1978 годах в составе клуба провёл 58 матчей, забил два гола. В 1971 году играл в первой лиге за карагандинский «Шахтёр». В 1972 года перешёл в ЦСКА, за который в следующем сезоне в чемпионате сыграл 18 матчей, забил один гол. В 1978—1980 годах играл во второй лиге за «Спартак» Семипалатинск.
Погиб в результате наезда автомобиля в 1988 году в Перу. Похоронен на Центральном городском кладбище Алма-Аты.
Брат Александр также футболист.